# Бостон Брюїнс
«Бо́стон Брю́їнс» (англ. Boston Bruins) — заснована у 1924 професіональна хокейна команда міста Бостон у штаті Массачусетс.
 Команда — член Атлантичного дивізіону, Східної Конференції, Національної хокейної ліги.
Домашнім полем для «Бостон Брюїнс» є Ті-Ді гарден.
«Брюїнс» 6 разів вигравали хокейний трофей Кубок Стенлі: у сезонах 1928–1929, 1938–1939, 1940–1941, 1969–1970, 1971–1972, 2010–2011.

## Історія
Команда дебютувала в НХЛ у сезоні 1924/25 років. «Бостон Брюїнс» була єдиною командою з США та шести перших команд НХЛ. Генеральним менеджером і тренером команди став Арт Росс, з яким власник «Брюїнс», мільйонер Чарльз Адамс, познайомився під час свого вояжу до Канади в пошуках гравців. Автор першої шайби в складі «Брюїнс» канадець Смокі Гарріс, яку він закинув у ворота Монреаль Марунс (2–1).
У першому сезоні «Брюїнс» міцно зайняли останнє місце в лізі, набравши лише 12 очок у 30 іграх. З першого складу команди можна виокремити Володаря Кубка Стенлі 1915 Ллойда Кука. Результати команди покращилися в наступному році, але не настільки, щоб вона пробилася в плей-оф. Величезна популярність хокею в Бостоні переконала Адамса витратити 50 000 доларів на нових гравців перед сезоном 1926/27 років. Одним з новачків став легендарний захисник Едді Шор. Команда відразу виявилася в числі претендентів на перемогу в Кубку Стенлі, пробилася до фіналу, але поступилася «Оттаві».
Успіх прийшов до «Брюїнс» через два сезони, в 1929 році. Завдяки чудовій грі воротаря Сесіла «Тайни» Томпсона, що закінчив плей-оф із середнім показником 0,60 шайби за гру, Бостон виграв свій перший Кубок Стенлі, здолавши у фіналі «Нью-Йорк Рейнджерс» у двох матчах.
У 30-х роках команду лихоманило. Вона п'ять разів протягом дев'яти років займала перше місце в американському дивізіоні, і в той же час двічі на 4 місці, що не давало навіть права на участь у плей-оф.
Друга перемога «Брюїнс» у Кубку Стенлі в 1939 році знову пов'язана з блискучою грою воротаря, цього разу «Містера Зеро» Френк Брімсека. Вагомий внесок зробив і нападник Крейда Хілл, який закинув 3 переможні шайби і всі в овертаймі в серії проти «Нью-Йорк Рейнджерс» у півфіналі плей-оф. За це він і отримав своє прізвисько «Sudden Death» — «Раптова смерть». У фіналі «Бостон» розправився з «Торонто» в п'яти іграх.
Незважаючи на від'їзд з «Бостона» в «Нью-Йорк Амеріканс» Едді Шора, «Брюїнс» залишилися в лідерах ліги, багато в чому завдяки воротарю Брімсеку і нападникам Мілту Шмідту, Боббі Бауеру, Вуді Дюмарту і Біллу Коулі. У 1941 році клуб виграв свій третій Кубок Стенлі, в суху перегравши у фіналі «Детройт».
Очікувалося, що ця команда буде залишатися серед лідерів ліги на довгі роки, але втрутилася Друга світова війна. Брімсек, Шмідт, Бауер та Дюмарт покинули команду і записалися на військову службу. Після цього «Брюїнс» стрімко покотився вниз у турнірній таблиці НХЛ, хоча й доходив до фіналу Кубка Стенлі в 1943 році. Навіть повернення всіх чотирьох ветеранів після закінчення війни не допомогло команді повернути лідерські позиції. Серед інших відомих гравців цього часу Мюррей Гендерсон, Гордон Генрі.
У 50-ті роки «Брюїнс» міцно облаштувалися в середняках ліги, всього двічі не виходили в плей-оф, і тричі були за крок від Кубка Стенлі, програючи фінали в 1953, 1957 та в 1958 роках. В той час легендарна трійка канадських українців «Uke-line» — Вік Стасюк, Бронко Хорват й Джонні Буцик — від 1956 до 1960 року захищала кольори команди.
Перші вісім років 1960-х стали найбільш жахливими в історії клубу. З сезону 1959/60 років по сезон 1966/67 років «Брюїнс» жодного разу не потрапляли в плей-оф, і шість разів фінішували останніми в регулярних чемпіонатах.
У сезоні 1966/67 у складі бостонців дебютував 18-річний захисник Боббі Орр, за яким «Брюїнс» ретельно стежили з 12-річного віку, Боббі став найкращим новачком ліги. В тому ж сезоні тренером став 37-річний Гаррі Сінден, а на наступний рік, в результаті обміну з «Чикаго», в команді з'явився Філ Еспозіто, і «Брюїнс» «прокинулися».
У 1970 році, під проводом Орра та Еспозіто, «Бостон Брюїнс» завоював свій четвертий Кубок Стенлі і перший за 29 років, обігравши в фіналі «Сент-Луїс Блюз» в 4-х іграх. Причому перемогу здобули в овертаймі, Орр закинув шайбу з подачі Дерека Сендерсона, якому асистував Вейн Карлтон. У 1971 році команда фінішувала зі своїм найкращим показником в регулярному чемпіонаті — 121 очко, але зазнала поразки від «Монреаля» у чвертьфіналі плей-оф. «Брюїнс» повернули собі Кубок Стенлі в 1972 році, перемігши цього разу у фіналі «Нью-Йорк Рейнджерс», і знову найкращими в складі бостонців були Орр і Еспозіто також свій другий Кубок здобув Гарнет Бейлі.
Як і на початку 40-х років, в 70-х команду, здавалося, чекало велике майбутнє, але створення Всесвітньої хокейної асоціації в 1972 році перекреслило ці плани. Відразу три провідних гравці команди — Чиверс, Сандерсон і Грін, отримавши великі контракти, пішли в нову лігу. Травма Еспозіто залишила «Бостон» без головного снайпера, і «Рейнджерс» легко розправилися з «Брюїнс» у першому раунді плей-оф 1973 року.
У сезоні 1973/74 «Бостону» вдалося прийти до тями після втрат і поразок, набрати 113 очок у регулярному чемпіонаті, вийти в фінал Кубка Стенлі, але програти там у 6 матчах «Філадельфії».
Після проваленого наступного сезону, коли «Брюїнс» вибули з плей-оф у першому раунді, Філ Еспозіто був обмінений в «Нью-Йорк Рейнджерс». Через рік, влітку 76-го, Боббі Орр підписав контракт з «Чикаго». Однак «Бостон» не втратив свого місця серед лідерів НХЛ. З 1975/76 по 1979/80 року команда в п'яти сезонах поспіль набирала понад 100 очок у регулярному чемпіонаті і двічі доходила до фіналу Кубка Стенлі, основним воротарем клубу в цей час був канадець Жиль Жильбер. Головна заслуга в успіхах тих років належить тренеру Дону Черрі, який зумів створити боєздатний колектив без присутності в складі «Бостона» суперзірок.
У 80-ті роки клуб тренував відомий у минулому гравець «Брюїнс» 70-х років Геррі Чиверс (1980—1985), асистентом, якого довгий час був ще один гравець тих років колишній захисник бостонців Гері Доак. У команді дебютували: воротар Марко Бейрон, захисники Рей Бурк та не дуже стабільний Джон Блам, нападники Кем Нілі та Кіт Краудер. З того часу до середини 90-х років команда стабільно грала в регулярних чемпіонатах, постійно домагалася права виступати в плей-оф і двічі, в 1988 і в 1990 роках, доходила до фіналу, але обидва рази поступалася «Едмонтон Ойлерс».
У сезоні 1996/97, недобрав відразу 30 очок у порівнянні з попереднім сезоном, «Брюїнс» вперше з 1967 року не потрапив у плей-оф, і на посаду старшого тренера був запрошений Пет Бернс. Новий тренер, маючи у своєму розпорядженні найкращого новачка НХЛ 1998 року Сергія Самсонова, значно поліпшив гру воротаря Байрона Дафо і вже наступного року повернув команду в розіграш Кубка Стенлі.
Сезон 1999/2000. «Брюїнс» ще за місяць до кінця чемпіонату втратив практично всі шанси пробитися в плей-оф. Сезон, що почався з розбіжностей між нападником Дмитром Христичем і генеральним менеджером Гаррі Сінденом, в результаті якого українець, один з провідних бомбардирів команди, опинився в «Торонто», завершився обміном улюбленця вболівальників Рея Бурка в «Колорадо Аваланш». Темною плямою лягла на «Брюїнс» дискваліфікація захисника Марті Мак-Сорлі на 22 гри за удар ключкою по голові гравця з «Ванкувер Канакс» Дональда Брашира. Обнадійливою новиною стала стабільна гра нападника Джо Торнтона новачка клубу.
На початку 2000-х років у «Брюїнс» досить часто змінювалися тренери, але результат залишався незмінним — у боротьбі за Кубок Стенлі команда вибуває з боротьби вже на першому етапі.
У сезоні 2005/06 ситуація значно погіршилася. Через невиразну гру команди по ходу чемпіонату, генеральний менеджер Майк О'Коннелл явно погарячкував, обмінявши в інші клуби сьогодення і майбутнє команди — Джо Торнтона та Сергія Самсонова. «Брюїнс» закінчили сезон на загальному 26-му місці, а О'Коннелл був звільнений зі свого посту.
У сезоні 2008 року «Брюїнс» зіграв стабільно та вийшов до плей-оф, де поступився «Монреаль Канадієнс».
Після повільного старту в сезоні 2008-09, «Брюїнс» виграв сімнадцять своїх наступних з двадцяти, маючи найкращий результат у Східній конференції і вихід до плей-оф вп'яте за останні дев'ять років. Після перемоги над «канадієнс» у чотирьох матчах, бостонці програли у семи іграх «Гаррікейнс» у півфіналі конференції. На такий невдалий виступ команди вплинули травми основний гравців, які переслідували «Брюїнс» цього сезону, саме через травми в основному складі з'явились маловідомі гравці Байрон Бітц та Метт Ганвік.
У сезоні 2009-10 «Брюїнс» програли в семи іграх «Філадельфія Флайєрс» в півфіналі конференції. Бостон вів у серії з рахунком 3-0 але програв 4 наступних матчі.
У сезоні 2010-11 1 січня 2010 року «Брюїнс» виграв Зимову класику-2010 у «Філадельфія Флайєрс» з рахунком 2-1. У першому раунді плей-оф вони перемогли «Монреаль Канадієнс» у 7 іграх. 6 травня 2011 після перемоги над «Філадельфія Флайєрс» у чотирьох матчах Бостон вперше з 1992 року вийшов до фіналу Східної конференції, де переміг «Тампу Бей Лайтнінг» у 7 іграх. У вирішальному сьомому матчі фіналу «Брюїнс» в гостях здолали «Ванкувер», який вів у серії з рахунком 2-0 і 3-2, але утримати переваги так і не зміг і «Брюїнс» вперше з 1972 року став володарем Кубка Стенлі.

## Статистика
| Сезон   | Г                   | +В=Н-П(ПО)          | Ш                   | О                   | Плей-оф                        |
| ------- | ------------------- | ------------------- | ------------------- | ------------------- | ------------------------------ |
| 1924-25 | 30                  | +6=0-24             | 49:119              | 12                  | в плей-оф не грали             |
| 1925-26 | 36                  | +17=4-15            | 92:85               | 38                  | в плей-оф не грали             |
| 1926-27 | 44                  | +21=3-20            | 97:89               | 45                  | програли в финалі Кубку Стенлі |
| 1927-28 | 44                  | +20=11-13           | 77:70               | 51                  | проиграли в другому раунді     |
| 1928-29 | 44                  | +26=5-13            | 89:52               | 51                  | виграли Кубок Стенлі           |
| 1929-30 | 44                  | +38=1-5             | 179:98              | 77                  | програли в финалі Кубку Стенлі |
| 1930-31 | 44                  | +28=6-10            | 143:90              | 62                  | програли в першому раунді      |
| 1931-32 | 48                  | +15=12-21           | 122:117             | 42                  | в плей-оф не грали             |
| 1932-33 | 48                  | +25=8-15            | 124:88              | 58                  | програли в першому раунді      |
| 1933-34 | 48                  | +18=5-25            | 111:130             | 41                  | в плей-оф не грали             |
| 1934-35 | 48                  | +26=6-16            | 129:112             | 58                  | програли в першому раунді      |
| 1935-36 | 48                  | +22=6-20            | 92:83               | 50                  | програли в першому раунді      |
| 1936-37 | 48                  | +23=7-18            | 120:110             | 53                  | програли в першому раунді      |
| 1937-38 | 48                  | +30=7-11            | 142:89              | 67                  | програли в першому раунді      |
| 1938-39 | 48                  | +36=2-10            | 156:76              | 74                  | виграли Кубок Стенлі           |
| 1939-40 | 48                  | +31=5-12            | 170:98              | 67                  | програли в першому раунді      |
| 1940-41 | 48                  | +27=13-8            | 168:102             | 67                  | виграли Кубок Стенлі           |
| 1941-42 | 48                  | +25=6-17            | 160:118             | 56                  | проиграли в другому раунді     |
| 1942-43 | 50                  | +24=9-17            | 195:176             | 57                  | програли в фіналі Кубка Стенлі |
| 1943-44 | 50                  | +19=5-26            | 223:268             | 43                  | в плей-оф не грали             |
| 1944-45 | 50                  | +16=4-30            | 179:219             | 36                  | програли в першому раунді      |
| 1945-46 | 50                  | +24=8-18            | 167:156             | 56                  | програли в фіналі Кубка Стенлі |
| 1946-47 | 60                  | +26=11-23           | 190:175             | 63                  | програли в першому раунді      |
| 1947-48 | 60                  | +23=13-24           | 167:168             | 59                  | програли в першому раунді      |
| 1948-49 | 60                  | +29=8-23            | 178:163             | 66                  | програли в першому раунді      |
| 1949-50 | 70                  | +22=16-32           | 198:228             | 60                  | в плей-оф не грали             |
| 1950-51 | 70                  | +22=18-30           | 178:197             | 62                  | програли в першому раунді      |
| 1951-52 | 70                  | +25=16-29           | 162:176             | 66                  | проиграли в другому раунді     |
| 1952-53 | 70                  | +28=13-29           | 152:172             | 69                  | програли в фіналі Кубка Стенлі |
| 1953-54 | 70                  | +32=10-28           | 177:181             | 74                  | програли в першому раунді      |
| 1954-55 | 70                  | +23=21-26           | 169:188             | 67                  | програли в першому раунді      |
| 1955-56 | 70                  | +23=13-34           | 147:185             | 59                  | в плей-оф не грали             |
| 1956-57 | 70                  | +34=12-24           | 195:174             | 80                  | програли в фіналі Кубка Стенлі |
| 1957-58 | 70                  | +27=15-28           | 199:194             | 69                  | програли в фіналі Кубка Стенлі |
| 1958-59 | 70                  | +32=9-29            | 205:215             | 73                  | програли в першому раунді      |
| 1959-60 | 70                  | +28=8-34            | 220:241             | 64                  | в плей-оф не грали             |
| 1960-61 | 70                  | +15=13-42           | 176:254             | 43                  | в плей-оф не грали             |
| 1961-62 | 70                  | +15=8-47            | 177:306             | 38                  | в плей-оф не грали             |
| 1962-63 | 70                  | +14=17-39           | 198:281             | 45                  | в плей-оф не грали             |
| 1963-64 | 70                  | +18=12-40           | 170:212             | 48                  | в плей-оф не грали             |
| 1964-65 | 70                  | +21=6-43            | 166:253             | 48                  | в плей-оф не грали             |
| 1965-66 | 70                  | +21=6-43            | 174:275             | 48                  | в плей-оф не грали             |
| 1966-67 | 70                  | +17=10-43           | 182:253             | 44                  | в плей-оф не грали             |
| 1967-68 | 74                  | +37=10-27           | 259:216             | 84                  | програли в першому раунді      |
| 1968-69 | 76                  | +42=16-18           | 303:221             | 100                 | проиграли в другому раунді     |
| 1969-70 | 76                  | +40=19-17           | 277:216             | 99                  | виграли Кубок Стенлі           |
| 1970-71 | 78                  | +57=7-14            | 399:207             | 121                 | програли в першому раунді      |
| 1971-72 | 78                  | +54=11-13           | 330:204             | 119                 | виграли Кубок Стенлі           |
| 1972-73 | 78                  | +51=5-22            | 330:235             | 107                 | програли в першому раунді      |
| 1973-74 | 78                  | +52=9-17            | 349:221             | 113                 | програли в фіналі Кубка Стенлі |
| 1974-75 | 80                  | +40=14-26           | 345:245             | 94                  | програли в першому раунді      |
| 1975-76 | 80                  | +48=17-15           | 313:237             | 113                 | програли в третьому раунді     |
| 1976-77 | 80                  | +49=8-23            | 312:240             | 106                 | програли в фіналі Кубка Стенлі |
| 1977-78 | 80                  | +51=11-18           | 333:218             | 113                 | програли в фіналі Кубка Стенлі |
| 1978-79 | 80                  | +43=14-23           | 316:270             | 100                 | програли в третьому раунді     |
| 1979-80 | 80                  | +46=13-21           | 310:234             | 105                 | проиграли в другому раунді     |
| 1980-81 | 80                  | +37=13-30           | 316:272             | 87                  | програли в першому раунді      |
| 1981-82 | 80                  | +43=10-27           | 323:285             | 96                  | проиграли в другому раунді     |
| 1982-83 | 80                  | +50=10-20           | 327:228             | 110                 | програли в третьому раунді     |
| 1983-84 | 80                  | +49=6-25            | 336:261             | 104                 | програли в першому раунді      |
| 1984-85 | 80                  | +36=10-34           | 303:287             | 82                  | програли в першому раунді      |
| 1985-86 | 80                  | +37=12-31           | 311:288             | 86                  | програли в першому раунді      |
| 1986-87 | 80                  | +39=7-34            | 301:276             | 85                  | програли в першому раунді      |
| 1987-88 | 80                  | +44=6-30            | 300:251             | 94                  | програли в фіналі Кубка Стенлі |
| 1988-89 | 80                  | +37=14-29           | 289:256             | 88                  | проиграли в другому раунді     |
| 1989-90 | 80                  | +46=9-25            | 289:232             | 101                 | програли в фіналі Кубка Стенлі |
| 1990-91 | 80                  | +44=12-24           | 299:264             | 100                 | програли в третьому раунді     |
| 1991-92 | 80                  | +36=12-32           | 270:275             | 84                  | програли в третьому раунді     |
| 1992-93 | 84                  | +51=7-26            | 332:268             | 109                 | програли в першому раунді      |
| 1993-94 | 84                  | +42=13-29           | 289:252             | 97                  | проиграли в другому раунді     |
| 1994-95 | 48                  | +27=3-18            | 150:127             | 57                  | програли в першому раунді      |
| 1995-96 | 82                  | +40=11-31           | 282:269             | 91                  | програли в першому раунді      |
| 1996-97 | 82                  | +26=9-47            | 234:300             | 61                  | в плей-оф не грали             |
| 1997-98 | 82                  | +39=13-30           | 221:194             | 91                  | програли в першому раунді      |
| 1998-99 | 82                  | +39=13-30           | 214:181             | 91                  | програли в другому раунді      |
| 1999-00 | 82                  | +24=19-39           | 210:248             |                     |                                |
| 2000-01 | 82                  | +36=8-38            | 227:249             | 88(8)               | в плей-оф не грали             |
| 2001-02 | 82                  | +43=6-33            | 236:201             | 101(9)              | програли в першому раунді      |
| 2002-03 | 82                  | +36=11-35           | 245:237             | 87(4)               | програли в першому раунді      |
| 2003-04 | 82                  | +41=15-26           | 209:188             | 104(7)              | програли в першому раунді      |
| 2004-05 | сезон не проводився | сезон не проводився | сезон не проводився | сезон не проводився | сезон не проводився            |
| 2005-06 | 82                  | +29 -37 =16         | 230:266             | 74                  | в плей-оф не грали             |
| 2006-07 | 82                  | +35 -41 =6          | 235:286             | 76                  | в плей-оф не грали             |
| 2007-08 | 82                  | +41 -29 =12         | 212:222             | 94                  | програли в першому раунді      |
| 2008-09 | 82                  | +53 -19 =10         | 274:196             | 116                 | програли в другому раунді      |
| 2009-10 | 82                  | +39 -30 =13         | 206:200             | 91                  | програли в другому раунді      |
| 2010-11 | 82                  | +46 −25 =11         | 246:195             | 103                 | виграли Кубок Стенлі           |
| 2011-12 | 82                  | +49 −28 =4          | 269:202             | 102                 | програли в першому раунді      |
| 2012-13 | 48                  | +28 −14(-6) =       | 129:105             | 62                  | програли в фіналі Кубка Стенлі |
| 2013-14 | 82                  | +54 −19(-9) =       | 261:177             | 117                 | програли в другому раунді      |
| 2014-15 | 82                  | +41 −27(-14) =      | 213:211             | 96                  | в плей-оф не грали             |
| 2015-16 | 82                  | +42 −31(-9) =       | 240:230             | 93                  | в плей-оф не грали             |
| 2016-17 | 82                  | +44 −31(-7) =       | 234:212             | 95                  | програли в першому раунді      |

*В дужках вказано кількість очок отриманих командою за поразки в овертаймі

## Гравці

### Номери, що не використовують
- 2 — Едді Шор, захисник (1926—1940). Виведено з обігу 1 січня 1947 року.
- 3 — Лайонел Хітчмен, захисник (1925—1934). Виведено з обігу 22 лютого 1934 року.
- 4 — Боббі Орр, захисник (1966—1976). Виведено з обігу 9 січня 1979 року.
- 5 — Діт Клеппер, захисник (1927—1947). Виведено з обігу 12 лютого 1947 року.
- 7 — Філ Еспозіто, центральний нападник (1967—1975). Виведено з обігу 3 грудня 1987 року.
- 8 — Кем Нілі, боковий нападник (1986—1996). Виведено з обігу 12 січня 2004 року.
- 9 — Джонні Буцик, боковий нападник (1955—1978). Виведено з обігу 13 березня 1980 року.
- 15 — Мілт Шмідт, боковий нападник (1936—1955). Виведено з обігу 13 березня 1980 року.
- 24 — Террі О'Райлі, боковий нападник (1972—1985). Виведено з обігу 24 жовтня 2002 року.
- 77 — Рей Бурк, захисник (1979—2000). Виведено з обігу 4 жовтня 2001 року.